# Edinburgh Cup 1973
L'Edinburgh Cup 1973 è stato un torneo di tennis giocato sull'erba. È stata la 3ª edizione del torneo, che fa parte dei Tornei di tennis femminili indipendenti nel 1973. Si è giocato ad Edimburgo in Gran Bretagna, dal 30 ottobre al 5 novembre 1973.

## Campionesse

### Singolare
Virginia Wade ha battuto in finale  Julie Heldman con il punteggio di 6–4, 3–6, 6–1

### Doppio
Marita Redondo /  Virginia Wade hanno battuto in finale  Julie Heldman /  Ann Kiyomura con il punteggio di 6–1, 2–6, 6–4